# اودهروال
اودهروال (به انگلیسی: Odherwal) یک روستا در پاکستان است که در ناحیه چکوال واقع شده‌است.